# 赫爾鬚鲨
赫爾鬚鯊（学名：Orectolobus halei），為軟骨魚綱鬚鯊目鬚鯊科鬚鯊屬的一種。分布於東印度洋西澳大利亞海域，深度0至195公尺，本魚體平扁，口次端位，前面牙齒細長，單一尖頭。噴水孔大，在眼之水平直徑之位置以下。臀鰭小，在第二背鰭以後，接近尾鰭下葉。眼上方無乳突，頭側觸鬚較多，但頸部無鬚。鼻辮分枝簡單。兩背鰭約等大，體色棕色，有輪廓分明的黑邊馬鞍，有較淺的斑紋，沒有白色的環和斑點，體長可達256公分，棲息在珊瑚礁、岩礁區，為底棲性魚類，屬肉食性，卵胎生，生活習性不明。